# Sukat
Sukat (af latin: sucus, saft) er små stykker tørret og kandiseret skal fra citrusfrugt (oftest cedrat: Citrus Medica).
Navnet sukat kan komme fra enten latin sucus, saft, eller det hebraiske סֻכּוֹת, sukkōt. Sukat indgår både i den jødiske højtid Sukkot og i før-kristne romerske forårs-fester.
Sukat er desuden en vigtig ingrediens i den traditionelle Fanø-kringle. [kilde mangler]